# Bandera d'Abkhàzia
La bandera de la República d'Abkhàzia fou creada el 1991 per V. Gamgia. Es va adoptar oficialment el 23 de juliol del 1992. El disseny de l'extrem vermell es basa en el blasó del Regne d'Abkhàzia medieval. La mà oberta significa "Hola, amics! Atureu-vos, enemics!". Les set estrelles de l'extrem han estat reinterpretades perquè corresponguin a les set regions històriques del país: Sadzen, Bzyp, Gumaa, Abzhywa, Samurzaqan, Dal-Tsabal i Pskhuy-Aibga.
Les set ratlles verdes i blanques es basen en la República de la Muntanya del Nord del Caucas, territori del qual Abkhàzia se'n considera part després de la Primera Guerra Mundial. El set és un número sagrat pels habitants del país i les ratlles verdes i blanques representen la tolerància que permet cohabitar el cristianisme i l'islam.